# ITF Feld am See
Das ITF Feld am See ist ein Tennisturnier der ITF Women’s World Tennis Tour, das in Feld am See ausgetragen wird. Es ist Bestandteil der Turnierserie Carinthian Ladies Lake’s Trophy. Die weiteren Turniere der Serie werden in Pörtschach, Annenheim und Warmbad-Villach ausgetragen.

## Siegerliste

### Einzel
| Jahr | Kategorie | Siegerin        | Finalgegnerin | Ergebnis |
| ---- | --------- | --------------- | ------------- | -------- |
| 2023 | W25       | Sofia Costoulas | Lara Salden   | 6:3, 6:1 |

### Doppel
| Jahr | Kategorie | Siegerinnen                  | Finalgegnerinnen            | Ergebnis |
| ---- | --------- | ---------------------------- | --------------------------- | -------- |
| 2023 | W25       | Denisa Hindová Chiara Scholl | Sofia Costoulas Kayla Cross | 6:2, 6:0 |

## Quelle
- ITF Homepage